# Ketenli, Seydişehir
Ketenli là một thị trấn thuộc huyện Seydişehir, tỉnh Konya, Thổ Nhĩ Kỳ. Dân số thời điểm năm 2011 là 1.787 người.